# Ottmar Schönhuth

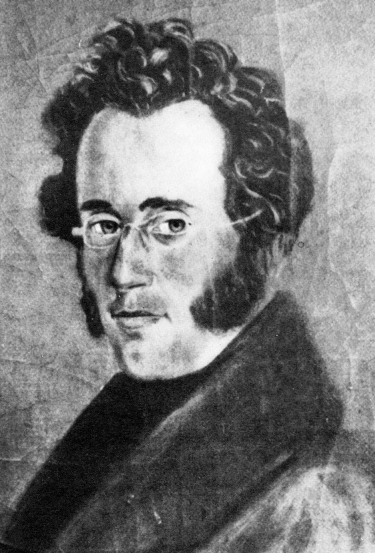
Ottmar Schönhuth

Ottmar Friedrich Heinrich Schönhuth (* 6. April 1806 in Sindelfingen; † 6. Februar 1864 in Edelfingen (heute zu Bad Mergentheim)) war ein deutscher Schriftsteller, Heimatforscher sowie evangelischer Pfarrer.

## Leben
Ottmar Schönhuth war das fünfte von insgesamt sieben Kindern des Friedrich Heinrich Schönhuth (1774–1817, Kanzleiadvokat in Sindelfingen und Tübinger Universitätspfleger), und der Luise Friederike Katharine Weik(h) (1779–1842). Nach Besuch der Sindelfinger Lateinschule trat er 1820 in das Seminar Schöntal ein. 1826 begann er ein Theologiestudium in Tübingen. Als Vikar kam Schönhuth 1829 zunächst nach Pliezhausen, 1830 nach Hohentwiel.
1837 wurde Schönhuth Pfarrer in Dörzbach. 1838 heiratete er Johanna Christina Barnikel (1819–1894), eine Müllerstochter aus Dörzbach. In der Ehe wurden zehn Kinder geboren, von denen 9 das Erwachsenenalter erreichten. 1842 wechselte Schönhuth auf eine Pfarrstelle ins benachbarte Wachbach und 1854 schließlich nach Edelfingen. Nach seinem Tod im Alter von 58 Jahren wurde er auf eigenen Wunsch in Wachbach begraben.
Schönhuths erste Veröffentlichung erfolgte 1827, während seiner Tübinger Studienzeit. Bis zu seinem Tod verfasste er (teils unter den Pseudonymen Ottmar Heimlieb oder F. H. Ottmar) über 200 Bücher und Schriften, die zu seiner Zeit viel gelesen wurden, heute aber weitgehend vergessen sind. Vielfach widmen sie sich der südwestdeutschen Geschichte (Württemberg, Baden, Bodenseeraum) mit Schwerpunkt auf der hohenlohischen Region (seine Chroniken bzw. Ortsgeschichten u. a. von Krautheim, Creglingen oder Mergentheim behielten jahrzehntelang Gültigkeit). 1839 gab er das Nibelungenlied (Handschrift C) heraus. 1846 verlieh ihm Großherzog Leopold in Anerkennung seiner landesgeschichtlichen Leistungen die badische große goldene Medaille. 1847 war er Mitgründer des bis heute aktiven Historischen Vereins für Württembergisch Franken, dem er ab 1851 vorstand. Ein insgesamt siebenbändiges Monumentalwerk Die Burgen, Klöster, Kirchen und Kapellen Württembergs und der Preußisch-Hohenzollernschen Landestheile bzw. Badens und der Pfalz erschien 1860/61. Schönhuth trat auch als Dichter u. a. von Liedtexten, hervor.
Schönhuth zählte Ludwig Uhland, Justinus Kerner, Gustav Schwab und Joseph von Laßberg zu seinem Bekanntenkreis. Engere Freundschaft pflegte er beispielsweise mit Christian Friedrich von Leins und seit 1837 mit Eduard Mörike. Letzterer äußerte sich teils lobend über ihn, hielt ihm jedoch auch "Vielschreiberei" vor. In romantisch inspirierter Auffassung von Geschichte und Geschichtsschreibung mischen sich in Schönhuths Werk, der mit leicht verständlichen Texten auch der Jugend eine Einstiegsmöglichkeit in die Geschichte bieten wollte, historische Fakten mit Sagenhaftem. Teilweise sind seine Texte als Vorläufer heutiger Wander- bzw. Reiseführer anzusehen.
Schönhuth setzte sich an seinen Wirkungsorten für die Förderung des geselligen Lebens durch Einführung sogenannter Maifeste ein; dasjenige in Dörzbach wird bis heute begangen. In Dörzbach und Wachbach begründete er Sängervereinigungen. Sein soziales Engagement äußerte sich außerdem in der Einrichtung einer Suppenküche in Wachbach und Gründung eines Armenvereines in Mergentheim.

## Werke (Auswahl)
- Chronik des ehemaligen Klosters Reichenau, der ersten Pflanzstelle süddeutscher Bildung, Wissenschaft und Kunst. Ein Beitrag zur schwäbischen Geschichte von handschriftlichen Quellen dargestellt. Freiburg im Breisgau 1836 (Google-Digitalisat).
- Geschichte Hohentwiel's, der unbezwungenen Veste im dreißigjährigen Krieg. Ein Beitrag zur Geschichte derselben aus urkundlichen Quellen. Freiburg im Breisgau 1836 (Google-Digitalisat).
- Die Ritterburgen des Höhgau's. Freiburg im Breisgau 1836 (Google-Digitalisat).
- Das Nibelungen-Lied nach der reichsten und ältesten Handschrift des Herrn Joseph von Laßberg mit einem Wörterbuch, einem getreuen  Facsimile  der alten Handschrift und einem Stahlstich. Heilbronn und Leipzig 1841 (Google-Digitalisat).
- Der baierische Hiesel. Reutlingen 1845 (Digitalisat).
- Ritter Pontus und Sidonia. Reutlingen 1845 (Google-Digitalisat).
- Creglingen und seine Umgebungen. Chronik und Beschreibung. Mergentheim 1846 (Google-Digitalisat).
- Die Nibelungen-Sage und das Nibelungen-Lied. Eine historisch-kritische Untersuchung. Tübingen 1846 (Google-Digitalisat).
- Chronik des Klosters Schönthal aus urkundlichen Quellen. Mergentheim 1850 (Google-Digitalisat).
- Neuer Führer um den Bodensee und zu den Burgen des Höhgaus. Lindau 1851 (Google-Digitalisat).
- Finkenritter. 1852 (Google-Digitalisat).
- Chronik des historischen Vereins für das wirtembergische Franken. Wertheim 1853 (Google-Digitalisat).
- Die Kirchen und Kapellen der ehemaligen Deutschordensstadt Mergentheim. 1854 (Google-Digitalisat).
- Flos und Blankflos. Eine anmuthige und rührende Geschichte. Reutlingen 1854 (Google-Digitalisat).
- Das Käthchen von Heilbronn. Reutlingen 1854 (Google-Digitalisate).
- Des Erzschwarzkünstlers Dr. Johannes Faust ärgerliches Leben und schreckliches Ende. Reutlingen 1856 (Google-Digitalisat).
- Die Sage vom Nünny Glöckly oder das Deutschordens-Gelübde. Leipzig 1857 (Google-Digitalisat).
- Sagen und Geschichten aus Hohenlohe, neu erzählt. Mergentheim 1857 (Google-Digitalisat).
- Chronik der vormaligen Deutschordens-Stadt Mergentheim, aus urkundlichen Quellen. Mergentheim 1857 (Google-Digitalisat).
- Hirlanda. Reutlingen 1850 (Google-Digitalisat).
- Wanderungen durch die Hallen der Vorzeit von Schwaben und Franken. Zweiter Band, Stuttgart 1861 (Google-Digitalisat).